# 瓦尔德卡珀尔
瓦尔德卡珀尔（德語：Waldkappel，發音：[ˈvaltˌkapl̩] ⓘ）是德国黑森州卡塞尔行政区威拉-迈斯讷县的城市，面积96.53平方千米，2023年12月31日人口为4,200人。

## 友好城市
- 法國 卡赖普卢盖尔
- 荷蘭 莱茵沃德